# Teresa de Escoriaza
Teresa de Escoriaza y Zabalza (San Sebastián, 7 de diciembre de 1891-San Sebastián, 18 de julio de 1968) fue una periodista y escritora española nacionalizada estadounidense.

## Trayectoria
Teresa María de la Concepción de Escoriaza y Zabalza nació el 7 de diciembre  de  1891 en San Sebastián, hija de Blas de Escoriaza, secretario del tranvía de San Sebastián, y Dolores de Zabalza. Obtuvo el título de Bachillerato en el Instituto Cardenal Cisneros de Madrid, y en 1910 un diploma de profesora de enseñanza elemental en la Académie de Bordeaux (Francia), continuando sus estudios universitarios en Madrid y Liverpool.
Para sus trabajos periodísticos usó puntualmente el seudónimo masculino «Félix de Haro». Corresponsal durante la guerra del Rif (1920-1927), colaboró en publicaciones como La Libertad, Mundo Gráfico y El Eco de Galicia. Con dicho seudónimo firmó sus primeros trabajos siguiendo la tradición española de mujeres escritoras e intelectuales, de firmar sus trabajos con nombres masculinos. Pocos meses después y ya desde otras secciones del mismo periódico comienza a firmar con su nombre.
En 1921, su periódico la envió a África para que informara sobre la posición de España en aquellos territorios, ya que la campaña de Marruecos era el tema recurrente de la prensa y la política española. Teresa de Escoriaza aportó una visión humana y humanitaria al conflicto.
Mujer muy independiente y preparada ayudó a mejorar el nivel de la educación de las mujeres españolas, con el fin de posibilitar su independencia y su presencia social y política.
Se considera que dio el primer discurso feminista a través de la radio en la historia de España el 22 de mayo de 1924. Fue autora de obras como Del dolor de la guerra: (crónicas de la campaña de Marruecos) (1921) o El crisol de las razas (1929).
Vivió en Estados Unidos, donde se instaló de forma permanente antes de la Guerra Civil, ejerciendo como profesora de español; se nacionalizaría estadounidense en 1938, decidió retornar a España unos años antes de morir. Falleció el 18 de julio de 1968 en su ciudad natal.